# Jacky Godmann
Jacky Jamael Nascimento Godmann (14 de abril de 1999) é um canoísta brasileiro. Sua família tem uma tradição no esporte, com seu tio Vilson Nascimento conquistando duas medalhas nos Jogos Pan-Americanos de 2007 no Rio de Janeiro, e sua tia Valdenice do Nascimento ganhando uma medalha de bronze na edição de 2015.

Ele competiu na prova masculina C-2 1000 metros nos Jogos Olímpicos de Verão de 2020 ao lado de Isaquias Queiroz, substituindo o parceiro habitual de Queiroz, Erlon Silva, terminando em quarto lugar. Na mesma prova de C-1 1000 metros em que Queiroz conquistou a medalha de ouro, Godmann chegou às quartas de final.